# Sistema quântico
Um sistema quântico, literalmente, é uma combinação de unidades ou partes formando um sistema complexo ou unitário teórico ou real baseado em física quântica, ou simplesmente, tudo aquilo que admite uma descrição dinâmica fechada dentro da mecânica quântica. Objetos que obedecem às leis da Mecânica Quântica, por exemplo, o elétron, o próton e o nêutron, o conjunto de tais objetos (e suas interações), constitui um sistema quântico. Em geral, um sistema quântico se encontrará em um estado que consiste numa coleção (talvez um número infinito) de estados quânticos superpostos.
Um sistema quântico envolve a função de onda e seus constituintes, como o momento e o comprimento de onda da onda para a qual a função de onda está sendo definida. Um sistema quântico carregado tem massa efetiva e densidade de carga distribuindo no espaço, proporcional ao quadrado do valor absoluto de sua função de onda.
Os sistemas quânticos podem ser exponencialmente mais poderosos do que os principais sistemas de computação clássicos de hoje, com a garantia de alterar o exame em materiais, química, física de alta energia e no espectro científico.